# Balligomingo
Balligomingo é um projecto de música alternativa de Garrett Schwarz e Vic Levak. A música deles foi comparada as do Delerium, Massive Attack, Nitin Sawhney e Enigma.
Garrett Schwarz estava trabalhando como um consultor de negócios para a IBM, até que finalmente teve o suficiente para desenvolver um projeto próprio. Ele não estava mais interessado em negócios corporativos, uma vez que a rotina repetitiva não foi criativa o suficiente para este músico na tomada de decisões. Ele tinha uma agenda oculta e Balligomingo era ela.
Schwarz cresceu no subúrbio de Romeoville em Chicago, depois se mudou para Minneapolis durante seu último ano do ensino médio. Ele já estava apaixonado pelos sons eletrónicos de Jean Michel Jarre e Pink Floyd, graças ao interesse de seu pai. Ainda assim, a música não era uma ideia concreta, muito menos um passo na carreira sensata. Ele se formou na Universidade Estadual do Arizona, com um grau de negócio, para mais tarde ganhar créditos adicionais de pós-graduação em negócios. Um típico emprego em Los Angeles foi seguro por algum tempo, mas Schwarz não estava satisfeito. Ele estava muito encantado com a beleza musical de Enya, Massive Attack, Sunscreem, e hipnotizado pela intensidade do Nine Inch Nails e The Prodigy. No final dos anos 90, ele jogou fora a cautela e começou a fazer música em seu computador. Depois de falar com Kristy Thirsk do Delerium, partiu para Vancouver para trabalhar com o programador Vic Levak. Lá, os sons exóticos de Balligomingo nasceram.
Em 1999, Schwarz teve um contrato com a gravadora RCA Victor. Ele, Levak, Bill Leeb do Delirium e Chris Peterson afinaram os instrumentais atmosféricos do Balligomingo para o próximo ano.
Sete cantoras escolhidas entre dezenas dos Estados Unidos e Canadá foram trazidas para capturar a expressão artística e a emoção única do Balligomingo. Ele fez sua primeira apresentação com "Lost" a ser incluído na compilação ambient techno Elevation, vol. 3, enquanto "Heat" apareceu na Under Water, vol. 1.
Os maravilhosos e exuberantes sons do Balligomingo foram finalmente compilados em uma viagem de sonho para um álbum de estréia. Em junho de 2002, "Beneath the Surface" foi lançado em todo o mundo com um estrondoso sucesso.

## Álbuns
- Beneath the Surface (2002)
- Under An Endless Sky (2009)